# Frederik Bernard Albinus
Pour les articles homonymes, voir Albinus.
Frederik Bernard Albinus (également connu sous son nom allemand de Friedrich Bernhard Albinus), né le 20 juin 1715 à Leyde et mort le 23 mai 1778 dans la même ville, est un médecin néerlandais.

## Biographie
Il est le plus jeune fils de Bernhard Albinus. Il étudie, à l'université de Leyde, la philosophie, les mathématiques et la botanique avec Willem Jacob 's Gravesande (1688-1742) et Adrianus van Royen (1704-1779). Il entreprend des études de médecine auprès de Herman Boerhaave, Hermannus Oosterdijk Schacht (1672-1744), de Hieronymus David Gaubius (1705-1780) et de son frère aîné Bernhard Siegfried Albinus (1697-1770). Après ses études à Leyde, il se rend à Paris où il poursuit sa formation en chirurgie, obstétrique et chimie notamment avec Jacques-Bénigne Winslow (1669-1760), ainsi qu'à Londres.
De retour aux Pays-Bas, il se voit décerner, par son propre frère, un doctorat en philosophie et en médecine à Leyde, le 22 décembre 1740 . Puis il exerce la médecine générale à Amsterdam, ce qui lui permet de perfectionner ses aptitudes pratiques. Pour soutenir son frère, il répond, le 9 août 1745, à un appel afin de  pourvoir le poste d'agrégé (Dozent) en chirurgie et médecine à l'université de Leyde, un poste qu'il inaugure le 20 octobre avec une leçon intitulée de Amoenitatibus anatomicis.
Le 6 décembre 1747 il est nommé professeur de chirurgie et inaugure sa fonction en prononçant, le 28 juin 1748, une leçon intitulée  de Causis dissensionum inter Anatomicos. à Leyde, il se consacre également à des tâches d'organisation de l'université. En 1755, puis en 1767, il est le recteur de l'Alma mater.
Après la mort de son frère il est nommé professeur de physiologie (le 1er octobre 1770), et sa leçon inaugurale, donnée le 30 avril 1771 a pour titre de Ambulatione, eaque utili, et necessaria et jucunda.
Il laisse à sa mort une riche collection d'instruments médicaux de l'université de Leyde. Au nombre de ses élèves on compte, entre autres Eduard Sandifort (1742-1814). Dans ses écrits, il montre de façon brillante comment la structure des tissus de l'organisme tend à constituer le socle de leurs performances physiologiques Libellum de natura hominis (Description de la Nature humaine), une thèse sur laquelle son frère Bernhard Siegfried avait eu lui-même une grande influence.

## Œuvres
- De meteoris ignitis. 1740 (PDF).
- De Amoenitatibus Anatomicis.
- De causis dissensionum inter Anatomicos.
- De ambulatione, caque utili, et necessaria et jucunda.
- Libellus de natura hominis. Leyde 1775.